# المعمورة (ولاية البويرة)
المعمورة بلدية بولاية البويرة الجزائرية تقع في الجنوب الغربي للولاية ناحية شلالة العذاورة . كانت تسمى من قبل (سوق الجمعة) نسبة إلى سوقها الاسبوعي . سكانها من عرش اولاد (سي موسى) ابن الولي الصالح (سيدي سعيد) بن أحمد بن محمود بن بوداود بن عياد بن عزوز بن خالد بن عبد العزيز بن محمد بن عبد الله بن إدريس الأصغر بن إدريس الأكبر بن عبد الله بن الحسن المثنى بن الحسن بن فاطمة الزهراء بنت الرسول محمد.
المعمورة بلدية فتية أنشئت إثر التقسيم الإداري الجديد لسنة 1984 وهي تابعة إقليميا لولاية البويرة وتبعد عنها بحوالي 75 كلم .

## الموقع الجغرافي
بلدية المعمورة يحدها من :
- الشمال : بلدية الدشمية.
- الجنوب : بلدية شنيقل (ولاية المدية).
- الشرق : بلدية ديرة.
- الغرب : بلدية ريدان.
- الشمال الشرقي : بلدية سور الغزلان.
- الشمال الغربي: بلدية جواب
- الجنوب الغربي : بلدية شلالة العذاورة.
- الجنوب الشرقي : بلدية سيدي عيسى.

## مواضيع ذات صلة
- بلديات ولاية البويرة
- دوائر ولاية البويرة